# Ceropegia furcata
Ceropegia furcata là một loài thực vật có hoa trong họ La bố ma. Loài này được Werderm. mô tả khoa học đầu tiên năm 1939.